# أكسيد تنغستن ثلاثي
 أكسيد تنغستن ثلاثي مركب كيميائي له الصيغة W2O3 .عدد أكسدة التنغستن في هذا المركب +3.